# Perenelle Flamel
Perenelle Flamel (1320-1402) là vợ của nhà giả kim nổi tiếng thế kỷ 15 Nicholas Flamel. Perenelle là một góa phụ. Bà kết hôn với Nicolas Flamel ở tuổi 30. Cùng nhau họ đã có một đứa con và sử dụng tài sản to lớn của mình để chăm sóc các bệnh nhân đau ốm và những người nghèo. Bà là một trong những người khẳng định rằng Nicholas và bà sử dụng tiền để xây dựng và hỗ trợ các nhà thờ, trường học, và giúp đỡ người nghèo. Cô cũng là một nhà giả kim nhưng cống hiến nhiều như chồng.
Nicholas Flamel là một nhà giả kim với mục đích tìm kiếm viên đá của nhà triết học và elixir của cuộc sống được cho là giúp đạt được sự bất tử. Perenelle làm việc với chồng như một đối tác tìm hiểu giả kim thuật. Nicholas Flamel truyền lại những kiến thức mà ông học được từ cuốn sách của Abraham (Còn được gọi là The Codex) cho cháu của Perenelle, nhưng sau đó, khi con cháu của ông được hỏi về tài sản thừa kế, họ nói rằng họ không có sách hoặc kiến thức gì mà Flamel truyền dạy cho. Theo tài liệu thu thập được, Perenelle đã chết trước Nicolas, nhưng huyền thoại  cho rằng cả hai người trong số họ vẫn còn sống đến ngày nay, thông qua việc sử dụng viên đá của nhà triết học, và elixir của sự sống, cho là có thể ban sự sống đời đời.

## Perenelle trong văn học
Perenelle cùng chồng là Nicholas Flamel góp mặt trong tập một của bộ truyện Harry Potter của J.K Rowling và cũng góp mặt trong bộ truyện Bí mật của Nicholas Flamel bất tử của nhà văn Michael Scott.
Bà là người con gái thứ 7. Và đặc biệt làm sao, mẹ bà cũng là người con gái thứ 7 trong một gia đình. Nên Perenlle có thể nhìn, nói chuyện với những hồn ma.